# 戈羅紹瓦
48°32′42″N 26°6′15″E / 48.54500°N 26.10417°E
戈羅紹瓦（烏克蘭語：Горошова）是位於烏克蘭西部特諾皮爾州裏喬爾特基夫區的村莊，處於德涅斯特河畔，面積5.679平方公里，2001年人口1,891。